# Koos Hertogs
Jacobus Dirk (Koos) Hertogs (La Haya, 16 de diciembre de 1949 - Vught, 19 de julio de 2015) fue un asesino en serie neerlandésn convicto. Fue condenado por un total de tres asesinatos.

## Víctimas
- Tialda Visser, de 12 años, fue denunciada como desaparecida el 11 de mayo de 1979, después de que no regresara a casa después de sus clases de ballet en el Real Conservatorio de La Haya. Cuatro días después, el 15 de mayo, su cuerpo sin vida fue encontrado cerca de Leeghwaterbrug en La Haya. No se pudo determinar la causa de la muerte.
- Emy den Boer, 18 años, desapareció el 3 de abril de 1980. Dejó su casa en Schiedam para ir a la Academie voor Lichamelijke Opvoeding en La Haya, pero nunca llegó allí. Dos días después, el 5 de abril, un excursionista encontró su cuerpo en el bosque cerca de Nistelrode. Le dispararon en el estómago y en la cabeza.
- Edith Post, de 11 años, desapareció mientras estaba en la escuela el 29 de septiembre de 1980. Salió de su clase para sacar algunos materiales de un armario en el pasillo pero no regresó. El 2 de octubre su cuerpo fue encontrado en las dunas de Wassenaar. La mataron a golpes, probablemente con una rama que se encontró junto a su cuerpo.

## Vida privada
Hertogs mantenía una relación homosexual con Cornelis Stolk, vicepresidente del tribunal de La Haya.

## Arresto
Después del asesinato de Edith Post, la policía recibió una llamada anónima con la información de que Edith había mordido a su asesino y que un portero del club nocturno "De Nachtegaal" (El Ruiseñor) tenía una grave mordedura en el dedo meñique. El portero, que fue detenido posteriormente, resultó ser Koos Hertogs. La policía registró su casa y encontró rastros de sangre que coincidían con Tialda Visser y Emy den Boer. En el ático, la policía encontró una habitación aislada. Se cree que Hertogs escondió y violó a sus víctimas aquí durante un tiempo, antes de matarlas. Hertogs fue condenado a cadena perpetua. Hasta 1989, Hertogs negó haber matado a las niñas. Sin embargo, tras consultar con su abogado, confesó para poder ser sometido a un régimen más leve.

## Operación de picadura
Durante mucho tiempo hubo rumores de que Hertogs estaba protegido de individuos de alto nivel. En el libro Zuidwal, que cuenta la historia del asesino en serie, se afirma que Hertogs estaba protegido por Cornelis Stolk, un importante juez y vicepresidente del tribunal, sin embargo ambos negaron las afirmaciones. En 2009, el reportero criminal Peter R. de Vries inició una operación encubierta, tratando de revelar si Hertogs asesinó a más personas o si las afirmaciones hechas en el libro eran ciertas. Mientras era filmado con cámaras ocultas, Hertogs, hablando con un "querido" amigo, que resultó ser un infiltrado que trabajaba para De Vries, hizo algunas confesiones notables.
- Admitió que secuestró y asesinó a las tres niñas.
- Con el asesinato de Edith Post tuvo un cómplice.
- Tres veces tuvo planes de asesinar a alguien, sin embargo, los planes no se llevaron a cabo o fracasaron.
  - Afirmó que un hombre al que planeaba matar y con quien tuvo una discusión huyó dentro de un salón de billar antes de que Hertogs pudiera matarlo.
  - Afirmó que planeaba matar al director de una prisión juvenil, pero el hombre murió antes de que Hertogs pudiera llevar a cabo su plan.
  - Hertogs atrajo a un preso a una trampa, sin embargo, un guardia sospechó y lo encerró.
- Confesó saber quién asesinó a las dos mujeres suecas, Gun-Ingeborg Johannesson (18) y Ann Jönsson (19), en un bosque cerca de La Roche-en-Ardenne.
- Confesó que tenía un vínculo especial con el juez Cornelis Stolk. Stolk pagó el permiso de conducir de Hertogs y, tras una condena anterior, Stolk lo puso bajo el cuidado de un psiquiatra "amigo", que más tarde resultó ser la exesposa de Stolk. Al final del programa de televisión se reveló que Hertogs, a cambio, ofreció servicios sexuales (sexo oral) y pornografía infantil a Cornelis Stolk. El Sr. Cornelis Stolk falleció el 10 de junio de 2004, a la edad de 87 años.

## LibroDe zaak Koos H.
En agosto de 2012, el escritor y psicólogo Patrick Oomens publicó el libro De zaak Koos H. , en el que cuestiona la afirmación de que Hertogs sea un asesino en serie y concluye que no encaja en el perfil. Según Oomens, esto arrojaría luz sobre el caso y afirma que el caso de Hertogs tiene características de encubrimiento con conexiones con la Operación Gladio. Respecto al psiquiatra "amigo" , el escritor afirma haber descubierto que la exesposa de Stolk no era psiquiatra en absoluto, sino en realidad la primera mujer piloto en los Países Bajos que transportó a la familia real neerlandesa a principios de los años cincuenta.